# 28. september
28. september er dag 271 i året i den gregorianske kalender (dag 272 i skudår). Der er 94 dage tilbage af året.
Wenceslaus dag. Wenceslaus er søn af hertug Vratislav 1. af Bøhmen. Hans broder Boleslav er jaloux over sin gudfrygtige broders popularitet og hyrer en flok forbrydere til at dræbe ham. Gud straffede morderne ved at gøre dem vanvittige.
Mikkelsaften.

### Begivenheder
Født - Dødsfald
- 490 f.Kr. - Den athenske hær på 10.000 mand under ledelse af Miltiades slår den dobbelt så store persiske hær under ledelse af kong Dareios på sletten ved Marathon.
- 935 - Den böhmiske prins Wenceslas myrdes på vej til messe af blandt andre sin egen broder. I 985 udnævnes han til skytshelgen for Tjekkoslovakiet for sin store indsats for indførelse af kristendommen.
- 1043 - Den dansk-norske hær under kong Magnus den Gode besejrer på Lyrskov Hede en vendisk invasionshær.
- 1066 - Vilhelm Erobreren går i land i England og indleder den Normanniske erobring af England.
- 1448 - Christian 1. krones til konge af Danmark.
- 1497 - Slaget ved Rotebro hvor Kong Hans besejrer Sten Sture den Ældre og hans bondehær
- 1687 - Tyrkerne i Athen overgiver sig til venetianerne. Under de forudgående kampe blev Akropolis ødelagt, da et tyrkisk krudtlager sprang i luften.
- 1745 - God Save the King synges for første gang nogensinde. Det sker på Drury Lane-teatret i London for at vise modstand mod "the Young Pretender, Bonnie Prince Charlie".
- 1794 - England, Østrig og Rusland danner alliance mod Frankrig.
- 1826 - Rusland erklærer Persien krig på grund af persernes indtrængen i Kaukasusområdet.
- 1864 - I London grundlægges den Første Internationale.
- 1865 - Den første kvindelige doktor i England udnævnes.
- 1885 - Simon Marks og Tom Spencer åbner deres første forretning.
- 1902 - Vor Frelsers Kirke i Aalborg indvies.
- 1912 - Jacob Ellehammer løftes for første gang fra jorden af sin selvkonstruerede helikopter.
- 1918 - Igor Stravinskys Historien om en soldat uropføres i Lausanne.
- 1933 - Københavnske aviser meddeler, at politiet har forbudt "børns anvendelse af rulleskøjter og løbehjul på offentlige pladser".
- 1939 - Tyskland og Rusland fastlægger en demarkationslinje gennem Polen, der dermed oplever sin femte deling.
- 1944 - Tyskerne sejrer ved Arnhem.
- 1951 - Seth Barnes Nicholson opdager Jupiter-månen Ananke.
- 1961 - Et militærkup i Damaskus sætter en stopper for den Forenede Arabiske Republik, som var en union mellem Syrien og Egypten).
- 1962 - Den sidste hollandske guvernør over New Guinea forlader øen, som herefter kontrolleres af Indonesien.
- 1969 - Murchison-meteoritten ramte Jorden kl. 10.58, nær byen Murchison, Victoria i Australien.
- 1971 - Efter 15 års ophold i den amerikanske ambassade i Budapest rejser den ungarske kardinal Josef Mindszenty til Wien og slår sig ned her.
- 1972 - Japan og Kina afslutter krigstilstanden fra 2. verdenskrig og knytter diplomatiske forbindelser.
- 1974 - Poul Schlüter afløser Erik Haunstrup Clemmensen som partiformand for de konservative.
- 1990 - Den danske stat sælger Statsanstalten for Livsforsikring til Baltica for 3,4 milliarder kroner.
- 1991 - Fremskridtspartiets stifter Mogens Glistrup ekskluderes på partiets årsmøde.
- 1994 - Den estiske færge Estonia synker på ruten mellem Tallinn og Stockholm. 852 omkommer, 137 reddes.
- 1994 - USA og Rusland indgår en handels- og bistandsaftale.
- 2000 - Den israelske oppositionsleder Ariel Sharon går tur på Tempelbjerget, hvilket udløser den langvarige Al Aqsa-intifada med israelske militæraktioner og palæstinensiske selvmordsangreb.
- 2000 - Der afholdes folkeafstemning om Danmark skal skifte møntfod fra kroner til euro (€).
- 2006 - Kejserinde Dagmar genbegraves i Peter og Paul-katedralen i Sankt Petersborg.
- 2007 - Metrostrækningen mellem Lergravsparken og Københavns Lufthavn i Kastrup åbnes.
- 2015 - Måneformørkelse dækker det meste af jorden.

### Født
- 551 f.Kr. - Konfutse (Confucius), kinesisk filosof (død 479 f.Kr.).
- 1573 - Michelangelo Merisi da Caravaggio, italiensk maler (død 1610).
- 1803 - Prosper Mérimée, fransk forfatter (død 1870).
- 1841 - Georges Clemenceau, fransk politiker (død 1929).
- 1856 - Edward Herbert Thompson, amerikansk arkæolog (død 1935).
- 1901 - Ed Sullivan, amerikansk TV-vært (død 1974).
- 1905 - Max Schmeling, tysk bokser (død 2005).
- 1909 - Al Capp, amerikansk tegneserietegner (død 1979).
- 1913 - Warja Honegger-Lavater, schweizisk illustrator (død 2007).
- 1916 - Peter Finch, engelsk skuespiller (død 1977).
- 1921 - Jørn Grauengaard, guitarist og orkesterleder (død 1988).
- 1923 - Tuli  Kupferberg, amerikansk  forfatter og tegneserieforfatter (død 2010).
- 1924 - Marcello Mastroianni, italiensk filmskuespiller (død 1996).
- 1925 - Seymour R. Cray, amerikansk elektroingeniør (død 1996).
- 1928 - Koko Taylor, amerikansk bluessanger (død 2009).
- 1932 - Victor Jara, chilensk sanger og poet (død 1973) - myrdet.
- 1934 - Brigitte Bardot, fransk skuespillerinde.
- 1938 - Ben E. King, amerikansk bluesmusiker (død 2015).
- 1943 - Susanne Jagd, dansk skuespillerinde.
- 1944 - Christian Andersen, dansk fodboldtræner.
- 1946 - Kenneth Knudsen, dansk musiker og komponist.
- 1946 - Helen Shapiro, engelsk sangerinde.
- 1947 - Line Krogh, dansk sceneinstruktør.
- 1950 - Jon Bang Carlsen, dansk filminstruktør.
- 1952 - Sylvia Kristel, hollandsk skuespillerinde (død 2012).
- 1954 - Margot Wallström, svensk EU-kommissær.
- 1958 - Peter Gantzler, dansk skuespiller.
- 1962 - Thomas Mørk, dansk skuespiller.
- 1965 - Hans Ulrik, dansk saxofonist.
- 1968 - Mika Hakkinen, finsk racerkører.
- 1968   - Naomi Watts, engelsk skuespillerinde.
- 1969 - Anders W. Berthelsen, dansk skuespiller.
- 1970 - Kimiko Date-Krumm, japansk tennisspiller.
- 1971 - Mads Vangsø, dansk radio- og tv-vært.
- 1975 - Ana Brnabić, serbisk politiker.
- 1978 - Rikke Lylloff, dansk skuespillerinde.
- 1979 - Bam Margera, amerikansk skuespiller og skateboarder.
- 1986 - Andrés Guardado, mexicansk fodboldspiller.
- 1987 - Hilary Duff, amerikansk sangerinde og skuespillerinde.
- 1988 - Marin Čilić, bosnisk tennisspiller.
- 1988 - Esmée Denters, hollandsk sangerinde.
- 1997 - Xaver Schlager, østrigsk fodboldspiller.
- 1998 - Panna Udvardy, ungarsk tennisspiller.
- 2000 - Frankie Jonas, amerikansk skuespiller og sanger.

### Dødsfald
- 48 f.Kr. - Pompejus, romersk politiker og feltherre (født 106 f.Kr.).

- 935 - Svatý Václav, hertug af Bøhmen (født 907).
- 1530 - Andrea del Sarto, italiensk maler (født 1486).
- 1582 - George Buchanan, skotsk forfatter (født 1506).
- 1583 - Iver Bertelsen Bartholin, dansk præst, forstander og professor (født ca. 1530).
- 1657 - Lucas Jacobsøn Debes, dansk præst og topograf (født 1623).
- 1667 - Jacob Golius, hollandsk orientalist og matematiker (født 1596).
- 1736 - Adam Christopher Knuth, dansk lensgreve og godsejer (født 1687).
- 1753 - Christian Frederik von Reichau, dansk-norsk officer (født ca. 1686).
- 1760 - Anna Sophie Schack, dansk lensgrevinde og godsejer (født 1869).
- 1779 - Frederik Oertz, dansk stiftamtmand og hofembedsmand (født 1712).
- 1873 - Émile Gaboriau, fransk forfatter (født 1832).
- 1855 - Jørgen Thisted, dansk præst (født 1795).
- 1859 - Carl Ritter, tysk geograf (født 1779).
- 1879 - Karl Friedrich Mohr, tysk kemiker og farmaceut (født 1806).
- 1856 - Franz Karl Movers, tysk orientalist (født 1806).
- 1891 - Herman Melville, amerikansk forfatter (født 1819).
- 1892 - Hans Peter Duurloo, dansk forstander og professor (født 1816).
- 1895 - Louis Pasteur, fransk kemiker og biolog (født 1822).
- 1902 - Christian Wilhelm Rask Licht, dansk murermester (født 1843).
- 1907 - Frederik 1. af Baden, storhertug (født 1826).
- 1908 - Pablo Sarasate, spansk violinist og komponist (født 1844).
- 1914 - Þorsteinn Erlingsson, islandsk digter, lyriker og journalist (født 1858).
- 1921 - Thorvaldur Thoroddsen, islandsk geolog, geograf og professor (født 1855).
- 1922 - William Joseph Seymour, afroamerikansk pastor, grundlægger af pinsebevægelsen (født 1870).
- 1928 - Pierre Puiseux, fransk astronom (født 1855).
- 1929 - Gustav Ludvig Wad, dansk arkivar og personalhistoriker (født 1854).
- 1938 - Con Conrad, amerikansk sangskriver og producer (født 1891).
- 1941 - Kirstine Meyer, dansk lærer og fysiker (født 1861).
- 1941 - Axel Ebbe, svensk forfatter og kunstner (født 1868).
- 1943 - Ellen Kleman, svensk redaktør og kvindesagsforkæmper (født 1867).
- 1944 - Tage Vorsaa Nielsen, dansk modstandsmand (født 1905).
- 1945 - Heinrich Seetzen, tysk jurist og SS-leder (født 1906).
- 1945 - Waldemar Oxholm, dansk politiker, stiftamtmand og minister (født 1868).
- 1947 - Henning Rønne, dansk øjenlæge og professor (født 1878).
- 1947 - Paul Rasmussen, dansk politiker (født 1875).
- 1948 - Gregg Toland, amerikansk filmfotograf (født 1904).
- 1949 - Nancy Dalberg, dansk pianist og komponist (født 1881).
- 1950 - Anna Westphal, dansk maler (født 1858).
- 1952 - Søren Ellert, dansk amtsvejinspektør (født 1877).
- 1953 - Edwin Hubble, amerikansk astronom (født 1889).
- 1954 - Morten Korch, dansk forfatter (født 1876).
- 1958 - Aarre Merikanto, finsk komponist (født 1893).
- 1959 - Frank le Sage de Fontenay, dansk forfatter, historiker og gesandt (født 1880).
- 1962 - Knud Kristensen, dansk politiker og tidligere statsminister (født 1880).
- 1962 - Kai Lind, dansk skuespiller (født 1887).
- 1964 - Arild Rosenkrantz, dansk maler og baron (født 1870).
- 1964 - Harpo Marx, amerikansk komiker, skuespiller og del af Marx Brothers (født 1888).
- 1966 - Lauritz Mikkelsen, dansk maler (født 1879).
- 1966 - André Breton, fransk digter og forfatter (født 1896).
- 1970 - Gamal Abdel Nasser, Egyptens præsident 1956-1970 (født 1918).
- 1970 - John Dos Passos, amerikansk forfatter (født 1896).
- 1971 - Henrik Bentzon, dansk/norsk skuespiller (født 1895).
- 1973 - Wystan Hugh Auden, engelsk-amerikansk digter og forfatter (født 1907).
- 1974 - Benedicte Brummer, dansk maler (født 1881).
- 1975 - Johan Hye-Knudsen, kgl. dansk kapelmester, komponist og cellist (født 1896).
- 1975 - Agnes Windeck, tysk skuespiller (født 1888).
- 1975 - Niels Krabbe dansk godsejer (født 1901).
- 1976 - Miloš Sokola, tjekkisk violinist og komponist (født 1913).
- 1978 - Pave Johannes Paul 1. (født 1912).
- 1978 - Aksel Dahlerup, dansk radiodirektør (født 1897).
- 1982 - Klaus Heerfordt, dansk pianist (født 1936).
- 1987 - Chresten Faarup, dansk overlæge (født 1905).
- 1989 - Ferdinand Marcos, præsident og diktator på Filippinerne 1972-1986 (født 1917).
- 1991 - Miles Davis, amerikansk jazzmusiker (født 1926).
- 1993 - Peter Elming, dansk embedsmand (født 1951).
- 1994 - Pierre Isacsson, svensk sanger og troubadour (født 1947).
- 1998 - Else Birkmose, dansk håndboldspiller (født 1931).
- 2000 - Pierre Trudeau, canadisk premierminister (født 1919).
- 2001 - Ejner Johansson, dansk kunsthistoriker (født 1922).
- 2001 - Isao Inokuma, japansk joduoka (født 1938).
- 2002 - Poul Holck, dansk tegner og illustrator (født 1939).
- 2003 - Elia Kazan, ungarsk-amerikansk filminstruktør (født 1909).
- 2003 - Viggo Ramm, dansk embedsmand (født 1908).
- 2005 - Gaby Jeppesen, dansk revyforfatter, journalist og speaker (født 1951).
- 2005 - Pol Bury, belgisk multikunstner (født 1922).
- 2006 - Hans Buchart Petersen, dansk politiker, godsejer og konsul (født 1917).
- 2006 - Viktor Kalabis, tjekkisk komponist (født 1923).
- 2009 - Flemming Kieler, dansk læge og modstandsmand (født 1922).
- 2009 - Guillermo Endara, panamask politiker og præsident (født 1936).
- 2010 - Arthur Penn, amerikansk filminstruktør (født 1922).
- 2011 - Claude R. Kirk, amerikansk politiker og guvernør (født 1926).
- 2012 - Anita Beatrice Garth-Grüner, dansk hofdame og kammerdame (født 1937).
- 2012 - Henrik Berggreen, dansk kunstsamler og forsikringsdirektør (født 1928).
- 2012 - Michael O'Hare, amerikansk skuespiller (født 1952).
- 2013 - Jeanet Sheller, dansk speciallæge og kirurg (født 1950).
- 2013 - Steffen Junge, dansk matematiker og badmintonspiller (født 1978).
- 2016 - Shimon Peres, israelsk politiker (født 1923).
- 2019 - Rasmus Kristensen, dansk politiker og borgmester (født 1927).
- 2019 - Mark Zakharov, sovjetisk filminstruktør, skuespiller og manuskriptforfatter (født 1933).
- 2020 - Frédéric Devreese, hollandsk-belgisk komponist (født 1929).
- 2021 - Barry Ryan, britisk sanger (født 1948).
- 2022 - Coolio, amerikansk rapper (født 1963).
- 2023 - Tom Elling, dansk maler og filmfotograf (født 1946).
- 2024 - Hassan Nasrallah, libanesisk politiker og generalsekretær for Hizbollah (født 1960).
- 2024 - Kris Kristofferson,  amerikansk countrysanger, sangskriver og skuespiller (født 1936).

|  | Denne datoartikel kan blive bedre, hvis der indsættes et (bedre) billede Du kan hjælpe ved at afsøge Wikimedia Commons for et passende billede eller uploade et godt billede til Wikimedia Commons iht. de tilladte licenser og indsætte det i artiklen. |